# Rochetaillée
Rochetaillée é uma comuna francesa na região administrativa de Grande Leste, no departamento de Haute-Marne. Estende-se por uma área de 27,95 km². Em 2010 a comuna tinha 168 habitantes (densidade: 6 hab./km²).